# Al-Mansur Muhàmmad ibn Taqí-d-Din Umar
Al-Màlik al-Mansur Muhàmmad ibn Taqí-d-Din Úmar ibn Xahanxah (àrab: الملك المنصور محمد بن تقي الدين عُمر بن شاهنشاه, al-Malik al-Manṣūr Muḥammad b. Taqī d-Dīn ʿUmar b. Xāhanxāh) (vers 1171/1172 - Hama, 1220/1221) fou príncep aiúbida de Hama (1191-1221), historiador i mecenes. Fou ancestre del príncep i historiador Abu-l-Fidà.
Era fill d'al-Malik al-Muzaffar Taki al-Din Umar, nebot de Saladí. Era molt jove quan va acompanyar al seu pare a les campanyes militar que va fer amb Saladí. El 1178 el pare va rebre el govern d'Hamat i el 1183 fou nomenat governador d'Egipte en nom de Saladí (1183); el fill Muhàmmad el va acompanyar a Egipte i va estudiar a Alexandria. En absència del seu pare que havia anat a Síria (1184) va ocupar el seu lloc. El seu pare va rebre de Saladí les possessions a l'est de l'Eufrates. Mort el seu pare el setembre/octubre de 1191 el va succeir al front del principat d'Hamat que incloïa Maarrat al-Numan, Manbij, Kalat al-Nadjm i Salamiyya, però va haver de cedir al seu oncle al-Adil I les possessions de més enllà de l'Eufrates. El 1199 va conquerir la fortalesa de Barin a Izz al-Din Ibrahim ibn al-Mukkaddam però va haver de compensar als Banu l-Mukaddam, amb Manbij i Kalat Nadjm i al cap de poc també els va donar (a petició d'al-Adil I) Famiya i Kafar Tab. Així el seu territori, abans no continu, va quedar homogeni. Un estat que era tampó entre dos prínceps aiúbides més poderosos, el d'Alep i el de Damasc.
Des de 1194 al-Mansur considerava convenient estar en bons termes amb al-Adil I. També donava suport des de la mort de Saladí al seu fill el príncep d'Alep adh-Dhàhir ibn Salah-ad-Din (1186-1216), amb el qual volia signar un acord d'aliança el 1199/1200, que no es va fer perquè anava contra al-Adil I. El 1200 quan aquest va esdevenir sultà d'Egipte, al-Mansur li va fer jurament de fidelitat i fou confirmat com a príncep d'Hamat, i a l'any següent (1201/1202) es va casar amb una filla d'Adil.
Al-Mansur va fer d'Hamat un centre de cultura i ciència. Va fer nombroses construccions i la mateixa ciutat fou fortificada de manera que resultava quasi impossible d'ocupar. El 1203/1204 va lluitar contra els croats. Després les dificultats foren amb el príncep d'Alep adh-Dhàhir ibn Salah-ad-Din. El 1206 i 1209 va donar suport al sultà egipci en els seus atacs contra els croats a la Djazira.
Va encunyar monedes amb el seu nom i el del califa abbàssida an-Nàssir. Fou a més d'un mecenes un mestre de la religió en diversos aspectes. Es va posar malalt i va morir (1220/1221). L'hereu era el seu fill al-Muzaffar Sulayman ibn Taki al-Din Umar que tenia el suport d'al-Kàmil ibn al-Àdil d'Egipte, però se li va oposar el seu germà al-Nasir Kilidj Arslan ibn Taki al-Din Umar que tenia el suport d'al-Muàddham ibn al-Àdil de Damasc que va aconseguir el tron encara que al cap d'uns anys el seu germà va finalment esdevenir príncep.
Va deixar diverses obres sent la principal la coneguda com el Midmar (Midmar al-haka'ik wa-sirr al-Khala'ik), una crònica del seu temps en deu volums, font primària essencial; també va deixar un diccionari de poetes en deu volums i una antologia poetica (conservades les dues només parcialment).